# Aspila insulata
Aspila insulata là một loài bướm đêm trong họ Noctuidae.